# Мистификация Сокала
Мистифика́ция Со́кала — шутка, разыгранная специалистом по математической физике Аланом Сокалом с целью проверить, опубликует ли один из ведущих журналов по постмодернистским культурным исследованиям статью, полную чепухи, если она имеет хороший стиль и льстит идеологическим предубеждениям редакторов.

Профессор физики Алан Сокал из Нью-Йоркского университета в конце 1994 года написал сатирическую статью под названием «Преступая границы: К вопросу о трансформативной герменевтике квантовой гравитации» (англ. «Transgressing the Boundaries: Towards a Transformative Hermeneutics  of Quantum Gravity»). В своей статье Сокал, обсуждая некоторые из текущих проблем математики и физики, переносит, в абсолютно ироничном ключе, их следствия в сферу культуры, философии и политики в расчёте привлечь внимание модных академических комментаторов, подвергающих сомнению притязания науки на объективность. Статья представляла собой искусно написанную пародию на современные философские междисциплинарные исследования и была лишена какого-либо физического смысла. Сокал послал статью в научный журнал «Social Text», который опубликовал её в специальном выпуске, посвящённом научным войнам.
Мистификация была раскрыта самим Сокалом в статье в майском номере другого научного журнала, Lingua Franca, в которой он объяснил, что его статья в «Social Text» была «обильно приправлена полной чепухой» и, по его мнению, была опубликована только потому, что хорошо выглядела и льстила «идеологическим предубеждениям» редакторов.
Джон Баэс в своем первом сообщении о деле братьев Богдановых, сделанном в новостной группе (sci.physics.research), заявил, что, посмеявшись над статьей Сокала в 1996 году, физики получили «ответный удар», этакое обращение мистификации Алана Сокала.